# Abdoulaye Traoré
Pour les articles homonymes, voir Traoré.
Abdoulaye Traoré dit Ben Badi est un footballeur international ivoirien né le 4 mars 1967 à Abidjan.

## Carrière
- 1983-1984 : Stella Club d'Adjamé (Côte d'Ivoire)
- 1985 : ASEC Mimosas (Côte d'Ivoire)
- 1985-1986 : Sporting Braga (Portugal)
- 1986-1987 : FC Metz (France)
- 1987-1988 : FC Sète (France)
- 1988 : Sporting Toulon Var (France)
- 1988-1990 : Avignon Football 84 (France)
- 1990-1995 : ASEC Mimosas (Côte d'Ivoire)
- 1995-1997 : Al-Urooba Jof (Arabie saoudite)

## Palmarès

### En club
- Champion de Côte d'Ivoire en 1990, 1991, 1992, 1993, 1994 et 1995 avec l'ASEC Mimosas
- Vainqueur de la Coupe de Côte d'Ivoire en 1990 et 1991 avec l'ASEC Mimosas
- Finaliste de la Coupe des Clubs Champions de la CAF en 1995 avec l'ASEC Mimosas

### En équipe de Côte d'Ivoire
- Vainqueur de la Coupe d'Afrique des Nations en 1992
- Troisième de la Coupe d'Afrique des Nations en 1986 et 1994

### Distinctions individuelles
- Meilleur buteur du Championnat de Côte d'Ivoire en 1992 (11 buts) et en 1994 (9 buts)
- Meilleur buteur de la Coupe d'Afrique des Nations en 1988 (2 buts)

## Source
- Marc Barreaud, Dictionnaire des footballeurs étrangers du championnat professionnel français (1932-1997), l'Harmattan, 1997.